# Hoya de Buñol
La Hoya de Buñol es una comarca española situada en el centro de la provincia de Valencia, en la Comunidad Valenciana, con capital en la ciudad de Chiva Se ubica entre la Huerta Sur y la Plana de Utiel-Requena.
De los municipios que la componen, tres (Chiva, Buñol y Cheste) tienen un tamaño parecido y son muy independientes entre sí. Chiva era cabeza del partido judicial desde 1851, hasta que este fue incorporado al de Requena, siendo tradicionalmente el principal foco administrativo y de servicios en el campo de Chiva y Cheste, y el centro político de la comarca. Buñol, sin embargo, ha actuado de centro para las pequeñas poblaciones de la Hoya (Alborache, Yátova y Macastre).

## Geografía
Limita al norte con las comarcas de Los Serranos y del Campo del Turia, al este con las de la Huerta de Valencia y Ribera Alta, al sur con las de Canal de Navarrés y Valle de Ayora y al oeste con la comarca de Requena-Utiel. 
Desde el punto de vista natural se distinguen tres unidades geográficas: los campos de Chiva-Cheste al norte, la hoya de Buñol propiamente dicha en el centro y las hoces del río Júcar en el sur.
Se halla accidentada por la Sierra Martés, devastada por el incendio de julio del 2012, la sierra de Malacara, la sierra de los Bosques, y la sierra de Chiva, entre otras.
Estas están cubiertas por bosques de pino carrasco (pinus halepensis), matorrales de aliaga y romero y algunas encinas (quercus rotundifolia), quejigos (quercus faginea) y fresnos en las zonas mejor conservadas. Sus alturas rondan los 1100 m (Alto de Santa María, de 1173 m., en la sierra del Burgal; Pico de la Nevera 1118 m., sierra de Malacara, o de la Herrada del Gállego). Sierras también elevadas como la Sierra Martés en Yátova, con el pico Martés, de 1086 m s. n. m.
En Cheste, Godelleta y parte oriental del término de Chiva, el relieve es más alomado. La comarca cuenta con un pantano, el embalse de Forata en el término de Yátova, que represa las aguas del río Magro.

## Municipios
| Municipio   | Población (2023) | Superficie | Densidad |
| ----------- | ---------------- | ---------- | -------- |
| Chiva       | 16 750           | 178,73     | 84,61    |
| Buñol       | 9579             | 112,40     | 83,70    |
| Cheste      | 8962             | 71,44      | 118,90   |
| Godelleta   | 4148             | 37,45      | 94,34    |
| Yátova      | 2205             | 123,29     | 16,76    |
| Macastre    | 1437             | 37,66      | 34,07    |
| Alborache   | 1389             | 27,33      | 42,44    |
| Siete Aguas | 1229             | 110,59     | 10,43    |
| Dos Aguas   | 340              | 119,04     | 3,16     |
| Total       | 46 039           | 817,93     | 52,08    |

## Lengua
La Hoya de Buñol es una comarca monolingüe en castellano y la variedad dialectal de la zona es conocida popularmente como castellano churro, al igual que en el resto de comarcas próximas castellanohablantes como el Alto Palancia, Alto Mijares, Los Serranos o el Rincón de Ademuz que, originariamente, eran comarcas aragonesohablantes.

## Delimitaciones históricas
La Hoya de Buñol es una comarca histórica que ya aparecía en el mapa de comarcas de Emili Beüt "Comarques naturals del Regne de València" publicado en el año 1934. La única diferencia actual es que el municipio de Dos Aguas, formaba parte de la comarca de la Canal de Navarrés.
En la actualidad también se suele incluir en diversas propuestas de delimitación comarcal, a los municipios de Millares y de Cortes de Pallás dentro de esta comarca. De hecho ambos forman parte de la Mancomunidad de la Hoya de Buñol-Chiva. Estos 2 municipios están situados geográficamente, al igual que Dos Aguas, en la zona de las hoces del Júcar.
En dicha mancomunidad también está incorporado el municipio de Turís. Este municipio está encuadrado en el área de predominio lingüístico oficial del valenciano, y por ello forma parte de la comarca de la Ribera, aunque geográficamente es una extensión de la Hoya de Buñol-Chiva, en una zona de transición entre la Hoya y la Vall dels Alcalans, conjunto formado por los municipios de Montroy, Real y Montserrat, y que es también una continuación natural de la Hoya y de Turís.